# ぶり大根

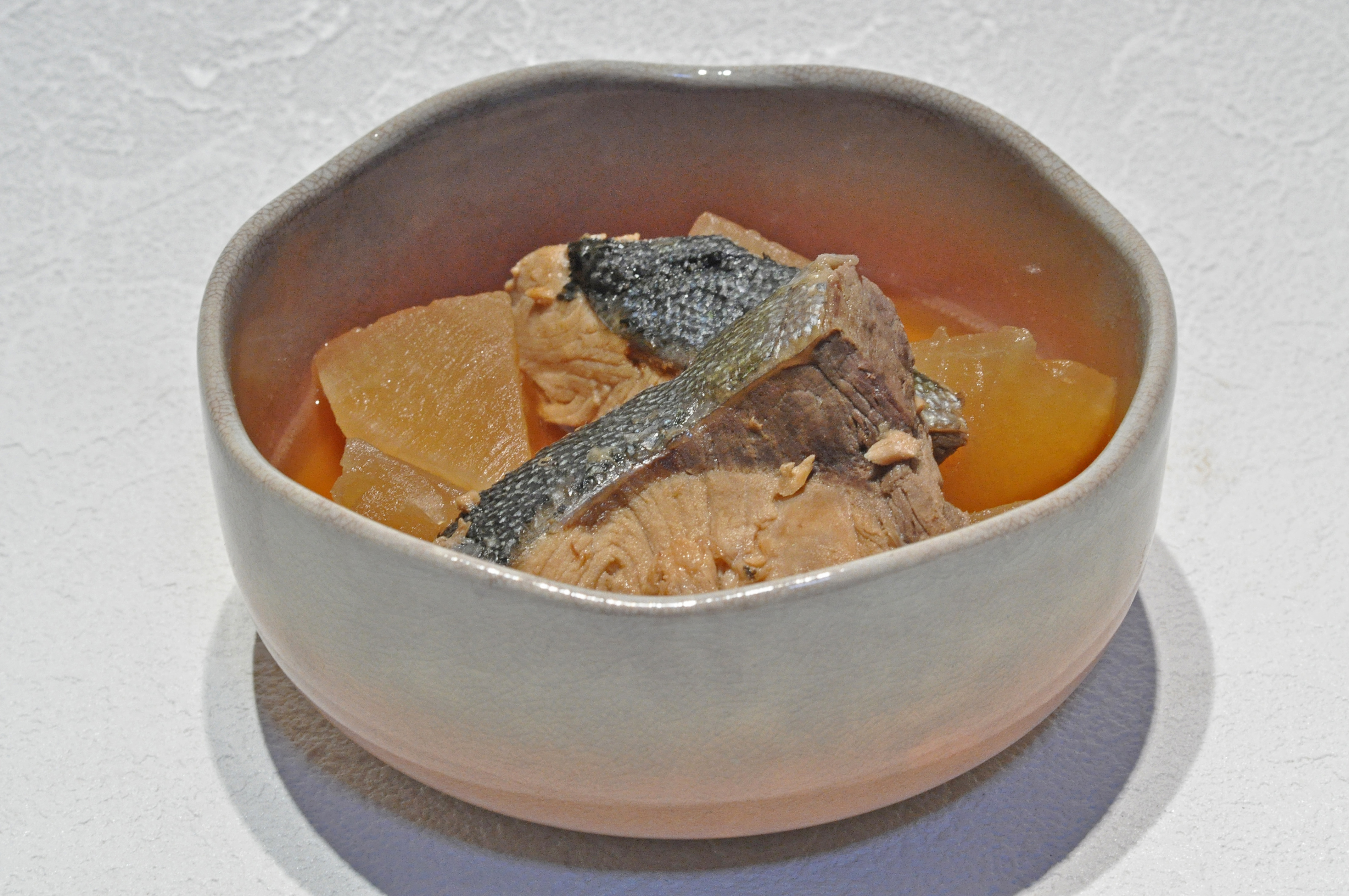
ぶり大根

ぶり大根（ぶりだいこん）は、ブリのアラを大根と一緒に醤油で煮付けた日本の郷土料理。ブリに脂が乗ってくる季節である冬の料理。2007年、農山漁村の郷土料理百選において富山県の郷土料理として選定された。今日では、日本全国で食べられている知名度の高い料理となっている。

## 作り方の例
1. ブリのうろこを取り、熱湯をかけ、冷水にさらして血合いを抜く。
2. 大根は輪切りにして皮をむき、米のとぎ汁で一時間ほど下茹でする。
3. ブリと大根、薄切り生姜を鍋に入れ、醤油、みりん、砂糖を適量入れて大根に色が染みるまで煮る。

他にも、大根の下茹でをしないもの、電子レンジで加熱して下茹での代わりにするもの、ブリに塩を振って臭みを抜くもの、熱湯で下茹でするものなど、下処理にはさまざまなバリエーションがある。また富山県氷見市では、醤油ではなく味噌で煮付けるものもある。

## 参考画像

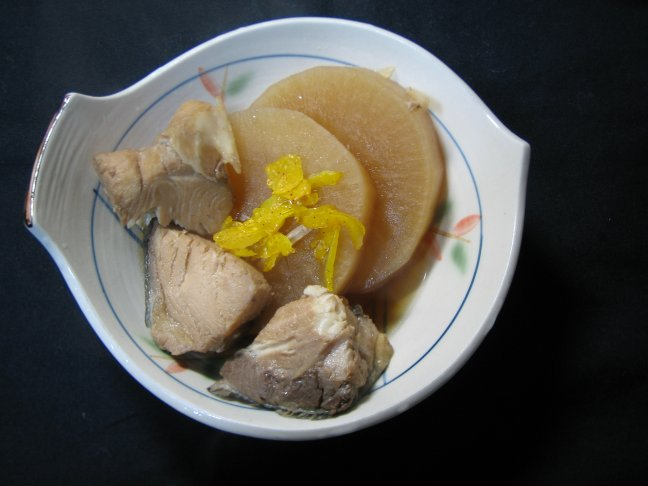
ぶり大根の例　ユズをのせて